# Недорадз
Недорадз (пол. Niedoradz, нім. Nittritz) — село в Польщі, у гміні Отинь Новосольського повіту Любуського воєводства.
Населення — 1485 осіб (2011).

## Демографія
Демографічна структура станом на 31 березня 2011 року:
|          | Загалом | Допрацездатний вік | Працездатний вік | Постпрацездатний вік |
| -------- | ------- | ------------------ | ---------------- | -------------------- |
| Чоловіки | 754     | 171                | 538              | 45                   |
| Жінки    | 731     | 138                | 457              | 136                  |
| Разом    | 1485    | 309                | 995              | 181                  |